# 최용규 (정치인)
최용규(崔龍圭, 1956년 3월 10일~)는 대한민국의 변호사 출신의 정치인이다. 민선 인천 부평구청장(1995. 7.~1998. 3.), 제16·17대 국회의원(2000. 5.~2008. 5.)을 지냈다. 본관은 해주(海州)이고 충청남도 서천군 출생이다.

## 학력
- 장항국교 졸업
- 인천송도중학교 졸업
- 경기상업고등학교 졸업
- 국제대학교 경영학과 중퇴
- 고려대학교 법과대학 법학과 학사
- 한국방송통신대학교 중어중문학과 학사

## 주요 경력
- 한국은행 근무 후 퇴사
- 제27회 사법시험 합격
- 인천지역변호사협회 인권위원
- 인천지역변호사협회 기획위원장
- 인천경실련 집행위원
- 인천 여성의전화 이사장
- 인천부평시장 노점상연합회 고문변호사
- 대우자동차노동조합 고문변호사
- 인천지역청년법조협회 회장
- 전국 시장·군수·구청장 협의회 공동대표의장
- 송도중고등학교 총동문회 부회장
- 고려대학교 인천 교우회 이사장
- 시민포럼 VISION21 운영위원장
- 부평미군부대공원화추진시민협의회 공동대표
- 국민정치연구회 상임사무국장
- 국민정치연구회 상무이사
- 부설 국민정치학교 교장
- 서경대학교 경영학과 객원교수
- 경기대학교 행정학과 객원교수
- 국민의당 고문

## 역대 선거 결과
|  | 41.6% |

|  | 47.44% |

|  | 47.32% |

|  | 48.83% |

## 소속 정당
| 소속 정당 | 소속 정당        | 소속 기간 | 비고           |
| --------- | ---------------- | --------- | -------------- |
|           | 무소속           | 1991~1995 | 정계 입문      |
|           | 민주당           | 1995      | 입당           |
|           | 무소속           | 1995      | 탈당           |
|           | 새정치국민회의   | 1995~2000 | 창당           |
|           | 새천년민주당     | 2000~2003 | 합당           |
|           | 무소속           | 2003      | 탈당           |
|           | 열린우리당       | 2003~2007 | 창당           |
|           | 무소속           | 2007      | 탈당           |
|           | 중도개혁통합신당 | 2007      | 창당           |
|           | 중도통합민주당   | 2007      | 합당           |
|           | 무소속           | 2007      | 탈당           |
|           | 대통합민주신당   | 2007~2008 | 창당           |
|           | 통합민주당       | 2008      | 합당 정계 은퇴 |
|           | 민주당           | 2008~2011 | 당명 변경      |
|           | 민주통합당       | 2011~2013 | 합당           |
|           | 민주당           | 2013~2014 | 당명 변경      |
|           | 새정치민주연합   | 2014~2015 | 합당           |
|           | 더불어민주당     | 2015~2016 | 당명 변경      |
|           | 무소속           | 2016      | 탈당           |
|           | 국민의당         | 2016~2018 | 창당           |
|           | 무소속           | 2018      | 탈당           |
|           | 더불어민주당     | 2018~현재 | 복당           |

## 같이 보기
- 부평구 을
- 인천 부평구의 국회의원
- 부평구청장